# Ignacio Poletti
Pour les articles homonymes, voir Poletti.
Ignacio Poletti, né le 28 avril 1930 à Santa Fe (Argentine) et mort le 13 novembre 2023, est un joueur de basket-ball argentin.

## Palmarès
- Finaliste des Jeux panaméricains 1951